# 雷姆林格拉德巴赫河

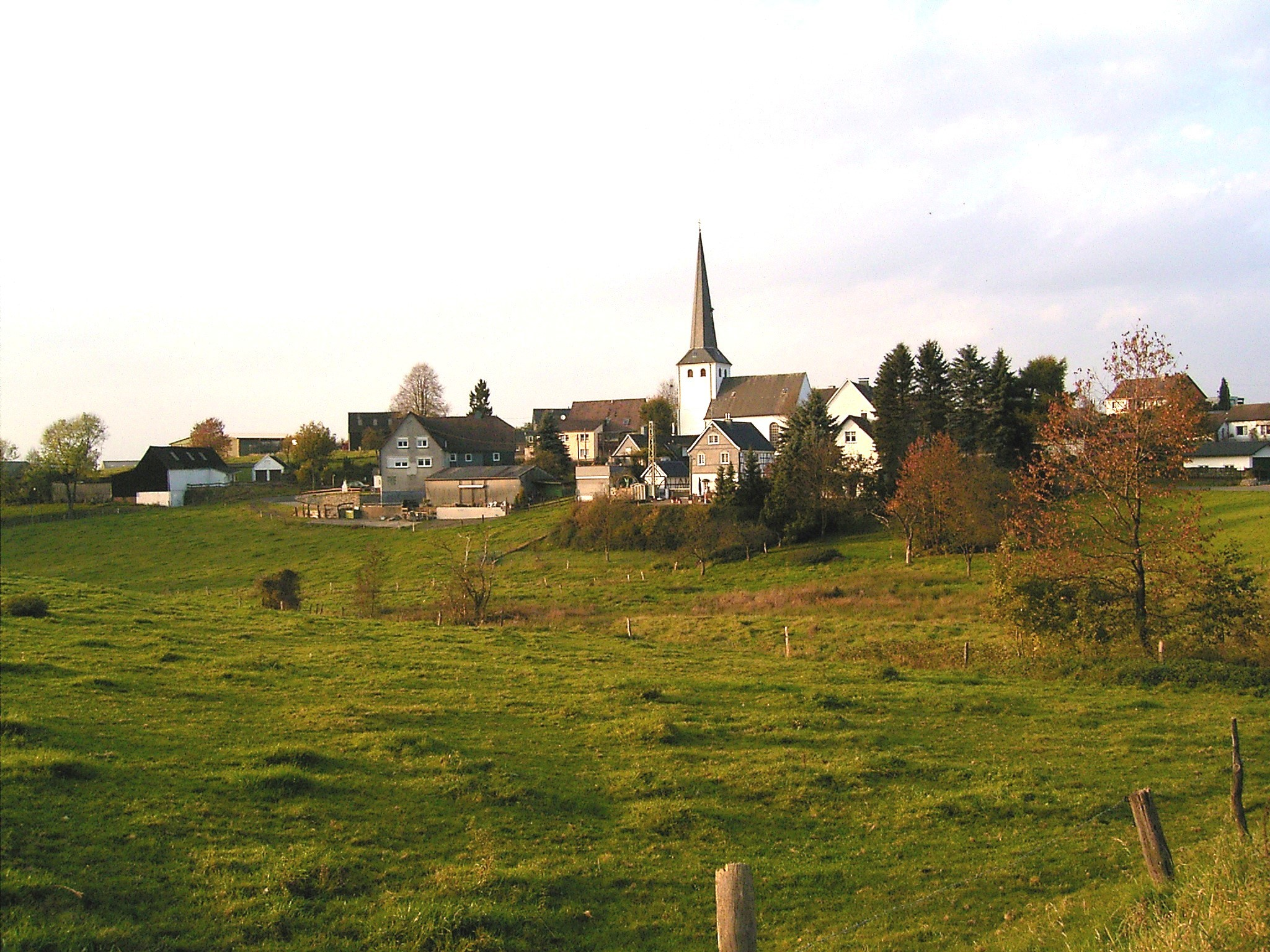

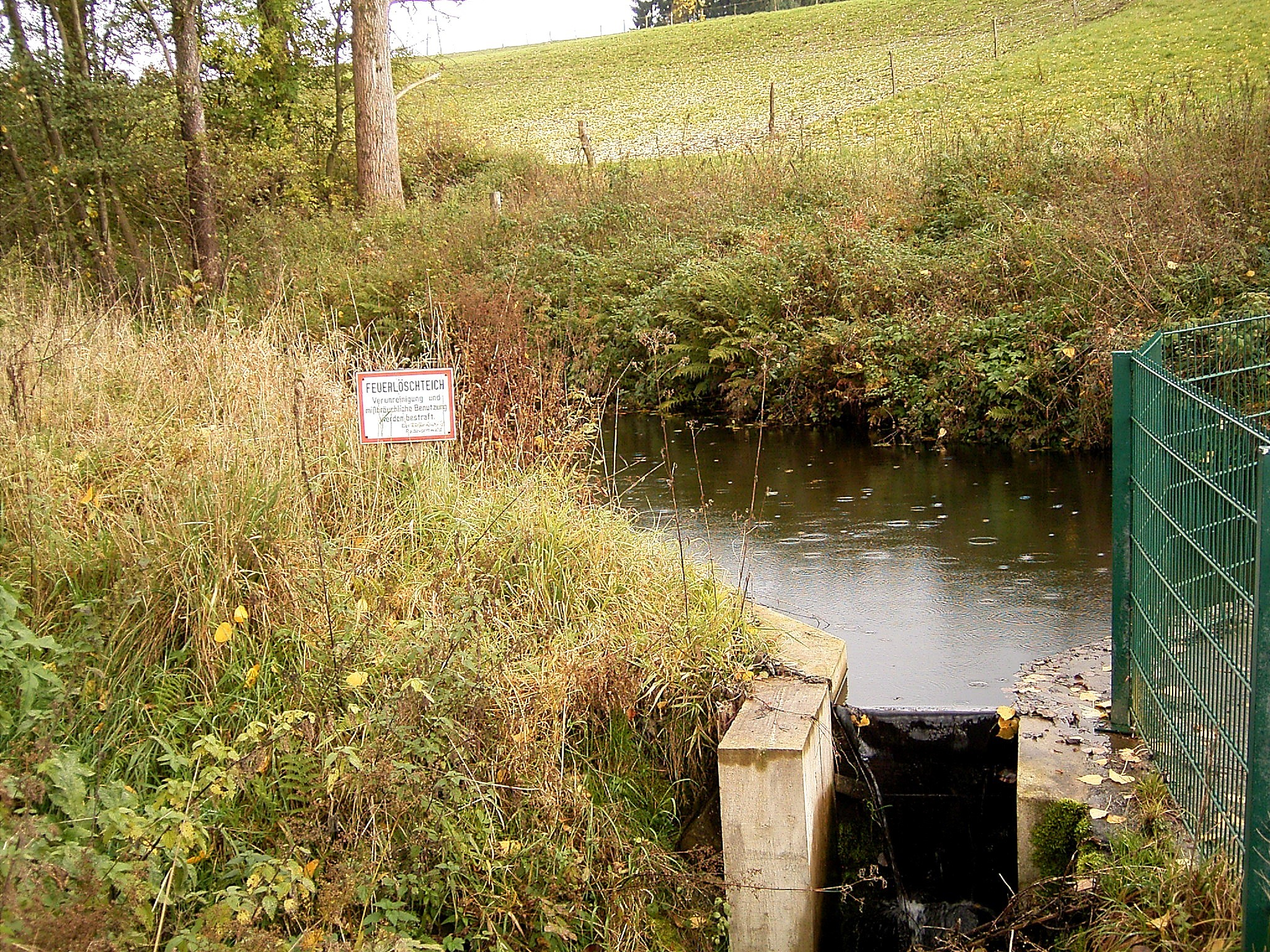

51°14′12.18″N 7°18′39.23″E / 51.2367167°N 7.3108972°E
雷姆林格拉德巴赫河（德語：Remlingrader Bach），是德國的河流，位於該國西部，處於北萊茵-威斯特法倫州，屬於伍珀河的右支流，河道全長2.9公里，流域面積1.5平方公里。